# 山号
山号（さんごう）は、仏教の寺院に付ける称号。
寺院によっては付けていない所もあり、付けている場合についても、その寺院が所在する山の名称を付けている場合と、医王山や鶴林山のように、所在地とは関係のない仏教用語を山号として付けている場合がある。

それについては、以下の様々な理由によるものとされる。

## 起源と歴史
そもそも寺院名に山号を付与するようになったのは、中国における事例がその最初であり、したがって、インドやスリランカ、タイなどの南伝仏教の地域では山号は付与されてはいない。
中国では六朝時代を経て隋代・唐代に仏教が普及し、同名の寺院が各地に建立されるようになって区別に難儀したため、その寺院が所在する地域の名称を付けて区別するようになった。
一般的にこの当時の寺院は権力者の庇護を受けやすい街中か、あるいはその反対に人里離れた山中のいずれかに建立されており、山中に建立された場合は、その山の名称を付与するようになった。当時の寺院は信仰的にも物理的にも「砦」といっていい存在であり、山号は物騒な意味合いを避けた呼称も兼ねていたのである。
やがて唐王朝が衰退するとともに、外護者を失った都市の寺院は会昌の廃仏の影響も受けて荒廃し、比較的山中に寺院を建立することの多かった禅宗が、その直截な思想が受け入れられて地方の有力者の支援を受け、宋代にまで存続しえた。しかし、やがて寺院が持つ経済力が膨大なものとなり、国家の財政を脅かすようになっていった。そこで、宋の太祖はまず寺院を全て免許制として国家の統制下に押さえ込み、次いで五山十刹制度を整備してピラミッド型の寺院組織を作り上げ、統制を強化した。
その制度は、朝鮮や日本にも伝来した。

### 日本
日本においては、禅宗が伝わった鎌倉時代に創建された鎌倉五山の巨福山建長寺、京都五山の瑞竜山南禅寺など禅宗寺院を中心に山号を付与するようになった。
したがって、禅宗伝来以前に創建された寺院は元々山号を持っていない。東大寺、法隆寺、興福寺といった南都七大寺（西大寺を除く、後述）、法華寺、唐招提寺など創建が奈良時代以前の寺院には山号がない。
一方、それ以前に創建されたとされる飛鳥寺や四天王寺には各々「鳥形山（とりがたやま）」「荒陵山（あらはかさん）」の山号があり、これらは後世に付けられたものである。また、南都七大寺の一つ西大寺は、鎌倉時代に復興されたものであり、その際に山号を得た。その他、ほとんどの開基が空海以前に遡る四国八十八箇所の全寺院が山号を有しており、創建が相当に古いものと考えられる浅草寺、善光寺、成田山新勝寺なども山号を有している。浄土教系においても、浄土宗本山は華頂山知恩院であるし、時宗本山は藤沢山清浄光寺であり、また西本願寺と俗称される浄土真宗本願寺派の本山本願寺には龍谷山と言う山号がある。一方で、真宗大谷派の本山である東本願寺については、「東本願寺」は通称で正式名称は「真宗本廟」であって、これは真宗大谷派が管理する礼拝施設等（伽藍）の総称であり、いわゆる「寺院」ではないとの立場から山号を有していない。
また、延暦寺や金剛峯寺は、それぞれ比叡山寺、高野山寺と呼ばれたが定額寺に認定され寺号が定まった。